# Copa de Grecia
La Copa de Fútbol de Grecia (en griego: Κύπελλο Ελλάδος), comúnmente conocida como la Copa de Grecia, es una competencia por eliminatorias directas, se disputa desde la temporada 1931/32 y es organizada por la Federación Helénica de Fútbol.

## Formato
Compiten los equipos de las tres categorías del fútbol griego (la Super Liga, la Segunda y Tercera División, y las tres primeras rondas las inician los equipos de las ramas menores. En estas fases (desde la primera hasta la cuarta fase), se juega a un solo partido. De haber igualdad, se procederá a jugarse un duelo de revancha, solamente desde los octavos de final. Si persiste la igualdad, habrá tiempo extra. En caso de seguir empatados, habrá lanzamientos penaltis.
Desde cuartos de final hasta las semifinales se juega a doble partido, con excepción de la final, que es a un solo encuentro, y en un estadio neutral.
El campeón clasifica a la cuarta ronda de clasificación de la Liga Europa de la UEFA.

## Finales de Copa
| 1931    | AEK Atenas                                                             | 5 - 3                                                                  | Aris Salónica                                                          | Estadio Apostolos Nikolaidis, Atenas                                   |                                                |                                                |                                                |
| 1932-33 | Ethnikos Piraeus                                                       | 2 - 1                                                                  | Aris Salónica                                                          | Estadio Apostolos Nikolaidis, Atenas                                   |                                                |                                                |                                                |
| 1933-38 | No se celebró                                                          | No se celebró                                                          | No se celebró                                                          | No se celebró                                                          | No se celebró                                  | No se celebró                                  | No se celebró                                  |
| 1938-39 | AEK Atenas                                                             | 2 - 1                                                                  | PAOK Salónica                                                          | Estadio Nikos Goumas, Atenas                                           |                                                |                                                |                                                |
| 1939-40 | Panathinaikos                                                          | 3 - 1                                                                  | Aris Salónica                                                          | Estadio Apostolos Nikolaidis, Atenas                                   |                                                |                                                |                                                |
| 1941-46 | Ediciones no disputadas, Ocupación de Grecia durante la Segunda Guerra | Ediciones no disputadas, Ocupación de Grecia durante la Segunda Guerra | Ediciones no disputadas, Ocupación de Grecia durante la Segunda Guerra | Ediciones no disputadas, Ocupación de Grecia durante la Segunda Guerra |                                                |                                                |                                                |
| 1946-47 | Olympiacos                                                             | 5 - 0                                                                  | Iraklis Salónica                                                       | Estadio Apostolos Nikolaidis, Atenas                                   |                                                |                                                |                                                |
| 1947-48 | Panathinaikos                                                          | 2 - 1                                                                  | AEK Atenas                                                             | Estadio Apostolos Nikolaidis, Atenas                                   |                                                |                                                |                                                |
| 1948-49 | AEK Atenas                                                             | 2 - 1                                                                  | Panathinaikos                                                          | Estadio Apostolos Nikolaidis, Atenas                                   |                                                |                                                |                                                |
| 1949-50 | AEK Atenas                                                             | 4 - 0                                                                  | Aris Salónica                                                          | Estadio Apostolos Nikolaidis, Atenas                                   |                                                |                                                |                                                |
| 1950-51 | Olympiacos                                                             | 4 - 0                                                                  | PAOK Salónica                                                          | Estadio Apostolos Nikolaidis, Atenas                                   |                                                |                                                |                                                |
| 1951-52 | Olympiacos                                                             | 2 - 0                                                                  | Panionios Atenas                                                       | Estadio Apostolos Nikolaidis, Atenas                                   |                                                |                                                |                                                |
| 1952-53 | Olympiacos                                                             | 3 - 2                                                                  | AEK Atenas                                                             | Estadio Apostolos Nikolaidis, Atenas                                   |                                                |                                                |                                                |
| 1953-54 | Olympiacos                                                             | 2 - 0                                                                  | Doxa Drama                                                             | Estadio Apostolos Nikolaidis, Atenas                                   |                                                |                                                |                                                |
| 1954-55 | Panathinaikos                                                          | 2 - 0                                                                  | PAOK Salónica                                                          | Estadio Apostolos Nikolaidis, Atenas                                   |                                                |                                                |                                                |
| 1955-56 | AEK Atenas                                                             | 2 - 1                                                                  | Olympiacos                                                             | Estadio Apostolos Nikolaidis, Atenas                                   |                                                |                                                |                                                |
| 1956-57 | Olympiacos                                                             | 2 - 0                                                                  | Iraklis Salónica                                                       | Estadio Karaiskakis, Pireo                                             |                                                |                                                |                                                |
| 1957-58 | Olympiacos                                                             | 5 - 1                                                                  | Doxa Drama                                                             | Estadio Karaiskakis, Pireo                                             |                                                |                                                |                                                |
| 1958-59 | Olympiacos                                                             | 2 - 1                                                                  | Doxa Drama                                                             | Estadio Apostolos Nikolaidis, Atenas                                   |                                                |                                                |                                                |
| 1959-60 | Olympiacos                                                             | 3 - 0                                                                  | Panathinaikos                                                          | Estadio Karaiskakis, Pireo                                             |                                                |                                                |                                                |
| 1960-61 | Olympiacos                                                             | 3 - 0                                                                  | Panionios Atenas                                                       | Estadio Apostolos Nikolaidis, Atenas                                   |                                                |                                                |                                                |
| 1961-62 | Olympiacos- Panathinaikos 0 - 0 (Interrumpido)                         | Olympiacos- Panathinaikos 0 - 0 (Interrumpido)                         | Olympiacos- Panathinaikos 0 - 0 (Interrumpido)                         | Olympiacos- Panathinaikos 0 - 0 (Interrumpido)                         | Olympiacos- Panathinaikos 0 - 0 (Interrumpido) | Olympiacos- Panathinaikos 0 - 0 (Interrumpido) | Olympiacos- Panathinaikos 0 - 0 (Interrumpido) |
| 1962-63 | Olympiacos                                                             | 3 - 0                                                                  | Pierikos Katerini                                                      | Estadio Apostolos Nikolaidis, Atenas                                   |                                                |                                                |                                                |
| 1963-64 | AEK Atenas                                                             | (w/o)                                                                  | sin oponente                                                           | ----------                                                             |                                                |                                                |                                                |
| 1964-65 | Olympiacos                                                             | 1 - 0                                                                  | Panathinaikos                                                          | Estadio Karaiskakis, Pireo                                             |                                                |                                                |                                                |
| 1965-66 | AEK Atenas                                                             | 2 - 0 (w/o)                                                            | Olympiacos                                                             | ----------                                                             |                                                |                                                |                                                |
| 1966-67 | Panathinaikos                                                          | 1 - 0                                                                  | Panionios Atenas                                                       | Estadio Nikos Goumas, Atenas                                           |                                                |                                                |                                                |
| 1967-68 | Olympiacos                                                             | 1 - 0                                                                  | Panathinaikos                                                          | Estadio Apostolos Nikolaidis, Atenas                                   |                                                |                                                |                                                |
| 1968-69 | Panathinaikos                                                          | 1 - 1                                                                  | Olympiacos                                                             | Estadio Apostolos Nikolaidis, Atenas                                   |                                                |                                                |                                                |
| 1969-70 | Aris Salónica                                                          | 1 - 0                                                                  | PAOK Salónica                                                          | Estadio Kaftantzoglio, Salónica                                        |                                                |                                                |                                                |
| 1970-71 | Olympiacos                                                             | 3 - 1                                                                  | PAOK Salónica                                                          | Estadio Karaiskakis, Pireo                                             |                                                |                                                |                                                |
| 1971-72 | PAOK Salónica                                                          | 2 - 1                                                                  | Panathinaikos                                                          | Estadio Karaiskakis, Pireo                                             |                                                |                                                |                                                |
| 1972-73 | Olympiacos                                                             | 1 - 0                                                                  | PAOK Salónica                                                          | Estadio Karaiskakis, Pireo                                             |                                                |                                                |                                                |
| 1973-74 | PAOK Salónica                                                          | 2 - 2 (4-3 pen.)                                                       | Olympiacos                                                             | Estadio Nikos Goumas, Atenas                                           |                                                |                                                |                                                |
| 1974-75 | Olympiacos                                                             | 1 - 0                                                                  | Panathinaikos                                                          | Estadio Karaiskakis, Pireo                                             |                                                |                                                |                                                |
| 1975-76 | Iraklis Salónica                                                       | 4 - 4 (6-5 pen.)                                                       | Olympiacos                                                             | Estadio Nikos Goumas, Atenas                                           |                                                |                                                |                                                |
| 1976-77 | Panathinaikos                                                          | 2 - 1                                                                  | PAOK Salónica                                                          | Estadio Karaiskakis, Pireo                                             |                                                |                                                |                                                |
| 1977-78 | AEK Atenas                                                             | 2 - 0                                                                  | PAOK Salónica                                                          | Estadio Karaiskakis, Pireo                                             |                                                |                                                |                                                |
| 1978-79 | Panionios Atenas                                                       | 3 - 1                                                                  | AEK Atenas                                                             | Estadio Karaiskakis, Pireo                                             |                                                |                                                |                                                |
| 1979-80 | Kastoria                                                               | 5 - 2                                                                  | Iraklis Salónica                                                       | Estadio Nikos Goumas, Atenas                                           |                                                |                                                |                                                |
| 1980-81 | Olympiacos                                                             | 3 - 1                                                                  | PAOK Salónica                                                          | Estadio Nikos Goumas, Atenas                                           |                                                |                                                |                                                |
| 1981-82 | Panathinaikos                                                          | 1 - 0                                                                  | Larissa                                                                | Estadio Nikos Goumas, Atenas                                           |                                                |                                                |                                                |
| 1982-83 | AEK Atenas                                                             | 2 - 0                                                                  | PAOK Salónica                                                          | Estadio Olímpico, Atenas                                               |                                                |                                                |                                                |
| 1983-84 | Panathinaikos                                                          | 2 - 0                                                                  | Larissa                                                                | Estadio Olímpico, Atenas                                               |                                                |                                                |                                                |
| 1984-85 | Larissa                                                                | 4 - 1                                                                  | PAOK Salónica                                                          | Estadio Olímpico, Atenas                                               |                                                |                                                |                                                |
| 1985-86 | Panathinaikos                                                          | 4 - 0                                                                  | Olympiacos                                                             | Estadio Olímpico, Atenas                                               |                                                |                                                |                                                |
| 1986-87 | OFI Creta                                                              | 1 - 1 (3-1 pen.)                                                       | Iraklis Salónica                                                       | Estadio Olímpico, Atenas                                               |                                                |                                                |                                                |
| 1987-88 | Panathinaikos                                                          | 2 - 2 (4-3 pen.)                                                       | Olympiacos                                                             | Estadio Olímpico, Atenas                                               |                                                |                                                |                                                |
| 1988-89 | Panathinaikos                                                          | 3 - 1                                                                  | Panionios Atenas                                                       | Estadio Olímpico, Atenas                                               |                                                |                                                |                                                |
| 1989-90 | Olympiacos                                                             | 4 - 2                                                                  | OFI Creta                                                              | Estadio Olímpico, Atenas                                               |                                                |                                                |                                                |
| 1990-91 | Panathinaikos                                                          | 3 - 0 2 - 1                                                            | Athinaikos                                                             | Estadio Apostolos Nikolaidis, Atenas Estadio Olímpico, Atenas          |                                                |                                                |                                                |
| 1991-92 | Olympiacos                                                             | 1 - 1 2 - 0                                                            | PAOK Salónica                                                          | Estadio La Tumba, Salónica Estadio Karaiskakis, Pireo                  |                                                |                                                |                                                |
| 1992-93 | Panathinaikos                                                          | 1 - 0                                                                  | Olympiacos                                                             | Estadio Olímpico, Atenas                                               |                                                |                                                |                                                |
| 1993-94 | Panathinaikos                                                          | 3 - 3 (4-2 pen.)                                                       | AEK Atenas                                                             | Estadio Olímpico, Atenas                                               |                                                |                                                |                                                |
| 1994-95 | Panathinaikos                                                          | 1 - 0                                                                  | AEK Atenas                                                             | Estadio Olímpico, Atenas                                               |                                                |                                                |                                                |
| 1995-96 | AEK Atenas                                                             | 7 - 1                                                                  | Apollon Atenas                                                         | Estadio Olímpico, Atenas                                               |                                                |                                                |                                                |
| 1996-97 | AEK Atenas                                                             | 0 - 0 (5-3 pen.)                                                       | Panathinaikos                                                          | Estadio Karaiskakis, Pireo                                             |                                                |                                                |                                                |
| 1997-98 | Panionios Atenas                                                       | 1 - 0                                                                  | Panathinaikos                                                          | Estadio Karaiskakis, Pireo                                             |                                                |                                                |                                                |
| 1998-99 | Olympiacos                                                             | 2 - 0                                                                  | Panathinaikos                                                          | Estadio Olímpico, Atenas                                               |                                                |                                                |                                                |
| 1999-00 | AEK Atenas                                                             | 3 - 0                                                                  | Ionikos Nikeas                                                         | Estadio Olímpico, Atenas                                               |                                                |                                                |                                                |
| 2000-01 | PAOK Salónica                                                          | 4 - 2                                                                  | Olympiacos                                                             | Estadio Nikos Goumas, Atenas                                           |                                                |                                                |                                                |
| 2001-02 | AEK Atenas                                                             | 2 - 1                                                                  | Olympiacos                                                             | Estadio Olímpico, Atenas                                               |                                                |                                                |                                                |
| 2002-03 | PAOK Salónica                                                          | 1 - 0                                                                  | Aris Salónica                                                          | Estadio La Tumba, Salónica                                             |                                                |                                                |                                                |
| 2003-04 | Panathinaikos                                                          | 3 - 1                                                                  | Olympiacos                                                             | Estadio Nea Smyrni, Atenas                                             |                                                |                                                |                                                |
| 2004-05 | Olympiacos                                                             | 3 - 0                                                                  | Aris Salónica                                                          | Estadio Pampeloponnisiako, Patras                                      |                                                |                                                |                                                |
| 2005-06 | Olympiacos                                                             | 3 - 0                                                                  | AEK Atenas                                                             | Estadio Pankritio, Heraklion                                           |                                                |                                                |                                                |
| 2006-07 | Larissa                                                                | 2 - 1                                                                  | Panathinaikos                                                          | Estadio Panthessaliko, Volos                                           |                                                |                                                |                                                |
| 2007-08 | Olympiacos                                                             | 2 - 0                                                                  | Aris Salónica                                                          | Estadio Kaftantzoglio, Salónica                                        |                                                |                                                |                                                |
| 2008-09 | Olympiacos                                                             | 4 - 4 (15-14 pen.)                                                     | AEK Atenas                                                             | Estadio Olímpico, Atenas                                               |                                                |                                                |                                                |
| 2009-10 | Panathinaikos                                                          | 1 - 0                                                                  | Aris Salónica                                                          | Estadio Olímpico, Atenas                                               |                                                |                                                |                                                |
| 2010-11 | AEK Atenas                                                             | 3 - 0                                                                  | Atromitos Peristeri                                                    | Estadio Olímpico, Atenas                                               |                                                |                                                |                                                |
| 2011-12 | Olympiacos                                                             | 2 - 1                                                                  | Atromitos Peristeri                                                    | Estadio Olímpico, Atenas                                               |                                                |                                                |                                                |
| 2012-13 | Olympiacos                                                             | 3 - 1                                                                  | Asteras Tripolis                                                       | Estadio Olímpico, Atenas                                               |                                                |                                                |                                                |
| 2013-14 | Panathinaikos                                                          | 4 - 1                                                                  | PAOK Salónica                                                          | Estadio Olímpico, Atenas                                               |                                                |                                                |                                                |
| 2014-15 | Olympiacos                                                             | 3 - 1                                                                  | Skoda Xanthi                                                           | Estadio Olímpico, Atenas                                               |                                                |                                                |                                                |
| 2015-16 | AEK Atenas                                                             | 2 - 1                                                                  | Olympiacos                                                             | Estadio Olímpico, Atenas                                               |                                                |                                                |                                                |
| 2016-17 | PAOK Salónica                                                          | 2 - 1                                                                  | AEK Atenas                                                             | Estadio Panthessaliko, Volos                                           |                                                |                                                |                                                |
| 2017-18 | PAOK Salónica                                                          | 2 - 0                                                                  | AEK Atenas                                                             | Estadio Olímpico, Atenas                                               |                                                |                                                |                                                |
| 2018-19 | PAOK Salónica                                                          | 1 - 0                                                                  | AEK Atenas                                                             | Estadio Olímpico, Atenas                                               |                                                |                                                |                                                |
| 2019-20 | Olympiacos                                                             | 1 - 0                                                                  | AEK Atenas                                                             | Estadio Panthessaliko, Volos                                           |                                                |                                                |                                                |
| 2020-21 | PAOK Salónica                                                          | 2 - 1                                                                  | Olympiacos                                                             | Estadio Olímpico, Atenas                                               |                                                |                                                |                                                |
| 2021-22 | Panathinaikos                                                          | 1 - 0                                                                  | PAOK Salónica                                                          | Estadio Olímpico, Atenas                                               |                                                |                                                |                                                |
| 2022-23 | AEK Atenas                                                             | 2 - 0                                                                  | PAOK Salónica                                                          | Estadio Panthessaliko, Volos                                           |                                                |                                                |                                                |
| 2023-24 | Panathinaikos                                                          | 1 - 0                                                                  | Aris Salónica                                                          | Estadio Panthessaliko, Volos                                           |                                                |                                                |                                                |
| 2024-25 | Olympiacos                                                             | 2 - 0                                                                  | OFI Creta                                                              | Estadio Olímpico, Atenas                                               |                                                |                                                |                                                |

## Títulos por club
| Club                | Títulos | 2° | Años campeón |
| ------------------- | ------- | -- | --- |
| Olympiacos Pireo    | 29      | 14 | 1947, 1951, 1952, 1953, 1954, 1957, 1958, 1959, 1960, 1961, 1963, 1965, 1968, 1971, 1973, 1975, 1981, 1990, 1992, 1999, 2005, 2006, 2008, 2009, 2012, 2013, 2015, 2020, 2025 |
| Panathinaikos       | 20      | 11 | 1940, 1948, 1955, 1967, 1969, 1977, 1982, 1984, 1986, 1988, 1989, 1991, 1993, 1994, 1995, 2004, 2010, 2014, 2022, 2024                                                       |
| AEK Atenas          | 16      | 11 | 1932, 1939, 1949, 1950, 1956, 1964, 1966, 1978, 1983, 1996, 1997, 2000, 2002, 2011, 2016, 2023                                                                               |
| PAOK Salónica       | 8       | 15 | 1972, 1974, 2001, 2003, 2017, 2018, 2019, 2021 |
| Panionios Atenas    | 2       | 4  | 1979, 1998 |
| AE Larissa          | 2       | 2  | 1985, 2007 |
| Aris Salónica       | 1       | 9  | 1970 |
| Iraklis Salónica    | 1       | 4  | 1976 |
| OFI Creta           | 1       | 2  | 1987 |
| Ethnikos Piraeus    | 1       | -  | 1933 |
| Kastoria FC         | 1       | -  | 1980 |
| Doxa Drama          | -       | 3  | ----- |
| Atromitos Peristeri | -       | 2  | ----- |
| Pierikos Katerini   | -       | 1  | ----- |
| Athinaikos FC       | -       | 1  | ----- |
| Apollon Atenas      | -       | 1  | ----- |
| Ionikos Nikeas      | -       | 1  | ----- |
| Asteras Tripolis    | -       | 1  | ----- |
| Skoda Xanthi        | -       | 1  | ----- |

- En 1962 la final entre Olympiacos- Panathinaikos (0 - 0) fue interrumpida y no se llegó al final.

## Total títulos por ciudad
| Ciudad    | Títulos | Clubes                                      |
| --------- | ------- | ------------------------------------------- |
| Atenas    | 38      | Panathinaikos (20), AEK (16), Panionios (2) |
| El Pireo  | 30      | Olympiacos (29), Ethnikos (1)               |
| Salónica  | 10      | PAOK (8), Aris (1), Iraklis (1)             |
| Larissa   | 2       | AEL Larissa (2)                             |
| Heraklion | 1       | OFI Creta (1)                               |
| Kastoria  | 1       | Kastoria FC (1)                             |